# یواس‌اس اناکوستیا (ای‌او-۹۴)
یواس‌اس اناکوستیا (ای‌او-۹۴) (به انگلیسی: USS Anacostia (AO-94)) یک کشتی بود که طول آن ۵۲۳ فوت ۶ اینچ (۱۵۹٫۵۶ متر) بود. این کشتی در سال ۱۹۴۴ ساخته شد.